# 님포매니악
《님포매니악》(영어: NYMPH()MANIAC)은 2013년 공개된 두 부분으로 나뉜 영화이다.

## 출연

### 주연
- 샤를로트 갱스부르
- 스텔란 스카르스고르드
- 스테이시 마틴
- 샤이아 라보프

### 조연
- 크리스찬 슬레이터
- 제이미 벨
- 우마 서먼
- 윌렘 대포
- 미아 고스
- 소피 케네디 클락
- 코니 닐슨
- 앤더스 호브
- 제임스 노스코트
- 찰리 호킨스
- 쟝 마르 바
- 젠스 알비누스
- 니콜라스 브로
- 클레이턴 님로
- 제프 버렐
- 토마스 스펜서
- 크리스천 게이드 비에룸
- 사이런 비요른 멜빌
- 휴고 스피어
- 제스퍼 크리스텐슨
- 펠리시티 길버트
- 아나야 베르그

## 기타
- 공동프로듀서: 마리안느 슬롯
- 공동프로듀서: 버트 하메린크
- 공동프로듀서: 벳티나 브로켐퍼
- 라인프로듀서: 마리앤 쥴 핸슨
- 라인프로듀서: 사샤 버헤이
- 조감독: 플로리안 잉겔하트
- 사운드디자인: 크리스티안 에이드네스 앤더슨
- 세트: 토르스텐 사벨
- 시각효과: 요엘 고도
- 분장: 데니스 크누센
- 의상: 마농 라스무센
- 배역: 데스 해밀턴
- 프로덕션매니저: 앤 레스닉

## 같이 보기
- 상영 시간순 영화 목록